# Zanthoxylum holtzianum
Zanthoxylum holtzianum là một loài thực vật thuộc họ Rutaceae. Đây là loài đặc hữu của Tanzania.